# Säters gård, Säters kommun
Säters gård i nuvarande Säters kommun var centrum och fogdeboställe i Säters gårds län i södra Dalarna under femton- och sextonhundratalen. Sätra, som stället benämndes före 1550, var från början utmarker till fogdegården i Jönshyttan som låg tvärs över sjön Ljustern. Jönshyttans betydelse som säte för en kunglig fogde hade minskat i betydelse i början av 1500-talet bland annat som en följd av att silverproduktionen vid hyttorna under Öster Silvbergs gruva minskade. Samtidigt hade intresset för brytningen av järn i Bispbergs gruva ökat och Gustav Vasa som engagerade sig mycket i bergsbruket inrättade på 1550-talet en fogdegård vi Sätra. Orsaken till att namnformen ändrades till Säter är inte känd.
Gården vid Sätra beboddes omkring 1530 troligen av Bengt Brunsson som var gift med Anna Stigsdotter, syster till Barbro Stigsdotter vilken är känd från Gustav Vasas flykt från Ornäs. 1553 upprättades en avelsgård i Säter och 1554 eller 1555 fick gården en egen fogde. I fogderäkenskaperna för 1555 omnämns också att man flyttat vissa byggnader från Jönshyttan till Säter.

## Fogden och skatten
Inrättandet av fogdegårdar vid denna tid var en del av Gustav Vasas plan för att öka skatteintäkterna. Fogden på gården ansvarade för skatteindrivningen inom ett visst område, men bedrev också annan verksamhet som t.ex. viss järnhantering. I Bispbergs gruva hade Kronan tillsammans med lokala bergsmän brytning och Kronans del av brytningen redovisades till fogden på Säters gård. Dessutom hade man masugn, rännverkssmedja och hammarsmedja längs vattenfallen ner mot Säterdalen. All verksamhet redovisades varje år till Kammaren i Stockholm där räkenskaperna granskades och renskrevs. De sammanfördes landskapsvis och kom tidigt att kallas Landskapshandlingar. Dessa finns nu på Riksarkivet.
Även om länsindelningen ändrades flera gånger, omfattade länet vanligtvis Stora Skedvi och Husby socknar samt Dalsby fjärding i Tuna socken och Finsta fjärding i Hedemora socken. Inom länet fanns både bergsmän och bönder som betalade skatt. Skatten betalades i natura och en viss del användes till driften av gården. Överskott levererades antingen till Kronans s.k. varuhus i t.ex. Stockholm och Västerås, eller också till andra verksamheter i Kronans regi som t.ex. olika gruvor eller till Arkliet i Stockholm. Mellan 1588 och 1599 förlänades först och arrenderades senare gården inklusive skatteuppbörden och brytningen i Bispbergs gruva till den tyske adelsmannen Christoffer Schenck. Därefter återinsattes en fogde igen och gården kom att fungera som kunglig fogdegård fram till 1621. Den kom då att liksom flertalet fogdegårdar och län att arrenderas ut till privatpersoner. Detta var ett led i Kronans förhoppning att få säkrare och mer förutsägbara skatteintäkter. Säters gård arrenderades ut till Govert Silentz som något år tidigare inkallats till Sverige för att bygga upp ett kopparverk i Säter. Detta arrendesystem avskaffades omkring 1630, men länsindelningen och organisationen för skatteindrivning kom aldrig att återgå till Gustav Vasas system.

## Säters kungsgård
Även om gården förlorade sin roll som centrum för Säters län, så kom den att kvarstå i statlig ägo ända in på 1800-talet. Den kom med tiden att kallas Säters kungsgård och 1682 blev den boställe åt överstelöjtnanten vid Kungliga Dalregementet. Gården finns inte längre kvar, men där den låg finns idag Kungsgårdsskolan i Säter.